# Brian Weiss
Dr. Brian Leslie Weiss (Nova Iorque, 6 de novembro de 1944), é um médico psiquiatra e escritor norte-americano. Seus escritos tratam de temas como reencarnação, terapia de vidas passadas, regressão a vidas passadas e vida após a morte.

## Vida pessoal e profissional
Weiss graduou-se  na Universidade de Medicina de Yale em 1970, estagiou no campo de medicina interna, na New York University Medical Center, retornando posteriormente à Yale para dois anos de especialização em Psiquiatria. Após algumas décadas de carreira, Weiss conduziu seus estudos à problemática de existência do ser após a morte, permanecendo atuante na vertente do reencarnacionismo até os dias atuais.
Weiss vive atualmente com sua esposa Carole em Miami, Flórida, onde escreve e realiza seminários públicos sobre o tema da reencarnação. É o presidente emérito do Departamento de Psiquiatria da Mount Sinai Medical Center, em Miami, e professor clínico associado do curso de psiquiatria da Universidade de Medicina de Miami.

## Terapia de vidas passadas e progressão a vidas futuras
Weiss afirma que, em 1980, uma paciente sua - "Catherine" - começou a relatar, estando a mesma em estado de hipnose, experiências de suas vidas precedentes à sua atual vida. O psiquiatra não acreditava em reencarnação até então, contudo, após a confirmação de elementos das histórias de vidas passadas de Catherine por meio de pesquisas em arquivos públicos, convenceu-se da sobrevivência de um elemento da personalidade humana após a morte. Tal teoria de sobrevivência da alma ao corpo após a morte deste último existe desde as doutrinas mais primitivas que povoaram este planeta, tendo tido o ápice de sua discussão a partir de 1857, após a publicação do ensaio de Allan Kardec, denominado O Livro dos Espíritos. Todavia, muitos outros estudiosos, desde os tempos antigos, preocuparam-se sobre a doutrina da reencarnação e publicaram teses sobre a mesma, dentre eles filósofos como Platão, o qual estabeleceu a doutrina da reminiscência, uma espécie de "lembrança" possuída pela alma; tais lembranças precedem e sobrevivem ao corpo do homem e, após a morte deste, vão para um plano distinto ao plano material em que vivemos, onde a alma contempla a realidade de todas as coisas.
Desde 1980 Weiss afirma ter feito regressão a diversos pacientes. Ele defende os benefícios terapêuticos da regressão hipnótica, manifestando também sua convicção de que muitas fobias e doenças estão enraizadas basicamente experiências de vidas passadas; o fato de o paciente tornar-se consciente ("lembrar-se") dessas experiências tem, segundo Weiss, um efeito curativo sobre o estado de saúde na sua vida atual e viabiliza que o paciente leve uma vida não apenas mais saudável, como mais consciente acerca de si mesmo e do plano no qual vive.
Em seu livro Muitas Vidas, Uma Só Alma, Weiss apresenta uma nova concepção sobre a teoria reencarnacionista: o estado hipnótico de progressão a vidas futuras. Segundo o psiquiatra, tais progressões poderiam ser consideradas alucinações ou fantasias, se não houvesse concordância com a realidade, inclusive, constatada por suas próprias pesquisas em diversos casos. Adicionalmente, afirma o psiquiatra que milhares de seus pacientes que chegaram neste estágio hipnótico acabaram por revelar semelhança entre os fatos que viam, como o reconhecimento de si mesmo nessas ações futuras, sendo elas consequências das escolhas feitas pelo indivíduo no decorrer de sua vida atual ou de muitas de suas vidas. Dentro das mais variadas acepções filosóficas e religiosas, tal noção de que ações são imbuídas de consequências iminentes sempre se fizeram presentes, muito embora estando estas sob outras nomenclaturas.

## Mídia
Weiss é por mais de três décadas um convidado frequente em talk shows das emissoras de televisão americanas e em programas de estações de rádio. Ele possuía um quadro esporádico dentro do extinto programa de televisão Oprah, além de ser recorrente sua visita a programas como Larry King Live e 20/20. Atualmente, participa do programa Super Soul Sunday do canal de televisão OWN, de propriedade da própria apresentadora Oprah Winfrey.
Na música, Weiss foi mencionado na canção No Creo, da cantora colombiana Shakira.
Brian Weiss já esteve no Brasil por diversas vezes. Uma das visitas o motivou a escrever A Cura Através da Terapia de Vidas Passadas, conforme o próprio autor narra em seu livro. Outra passagem de Weiss pelo Brasil foi narrada por ele em Muitas Vidas, Uma Só Alma. O autor também concedeu entrevistas à veículos de comunicação em suas diversas visitas ao país, ao qual eventualmente retorna para realizar conferências.

## Recepção
Os relatos reencarnacionistas de Weiss foram conduzidas sem respeitar os protocolos padrão da Medicina. Ele usa como argumento para a existência da reencarnação a concordância entre informações de natureza pessoal, sobre o seu próprio filho falecido, e revelações feitas pela paciente "Catherine" no "espaço de tempo" entre as supostas vidas, além de outros mais de 4.000 casos de pacientes seus, atendidos em consultório.

## Livros
- Many Lives, Many Masters. 1988. (Muitas Vidas, Muitos Mestres, no Brasil e em Portugal) ISBN 978-85-7542-450-6

- Through Time Into Healing. 1996.(A Cura Através da Terapia de Vidas Passadas, no Brasil; O Passado Cura, em Portugal) ISBN 978-85-7542-266-3

- Only Love Is Real. 1996. (Só o Amor É Real, no Brasil e em Portugal) ISBN 978-85-7542-451-3

- Meditation: Achieving Inner Peace and Tranquility in Your Life. 1998. (Meditando com Brian Weiss, no Brasil; não lançado em Portugal) ISBN 978-85-7542-570-1

- Sacred Steps for Wisdom. 1999. (A Divina Sabedoria dos Mestres, no Brasil) Escrito em Inglês, porém com lançamento apenas de sua tradução em Português, ISBN 978-85-8679-625-8

- Mirrors of Time. 2000. (Os Espelhos do Tempo, no Brasil e em Portugal) ISBN 978-85-7542-270-0

- Messages From the Masters. 2000. (Mensagens dos Mestres, no Brasil; A Divina Sabedoria dos Mestres, em Portugal) ISBN 978-85-7542-002-7; ISBN 972-711-393-1, 1.ª edição, 2000.

- Healing the Mind and Spirit Cards. 2002. Ainda sem tradução para a Língua Portuguesa, ISBN 978-15-6170-948-9

- Eliminating Stress, Finding Inner Peace. 2003. (Eliminando o Estresse, no Brasil; Encontre a Sua Paz Interior, em Portugal) ISBN 978-85-7542-243-4

- Same Soul, Many Bodies. 2004. (Muitas Vidas, Uma Só Alma, no Brasil; Muitos Corpos, Uma Só Alma, em Portugal) ISBN 978-97-2711-960-8

- Miracles Happen. Com Amy E. Weiss. 2013. (Milagres Acontecem, no Brasil; Às Vezes Os Milagres Acontecem, em Portugal) ISBN 978-98-9687-068-3